# Chủ nghĩa cộng sản Gulyás

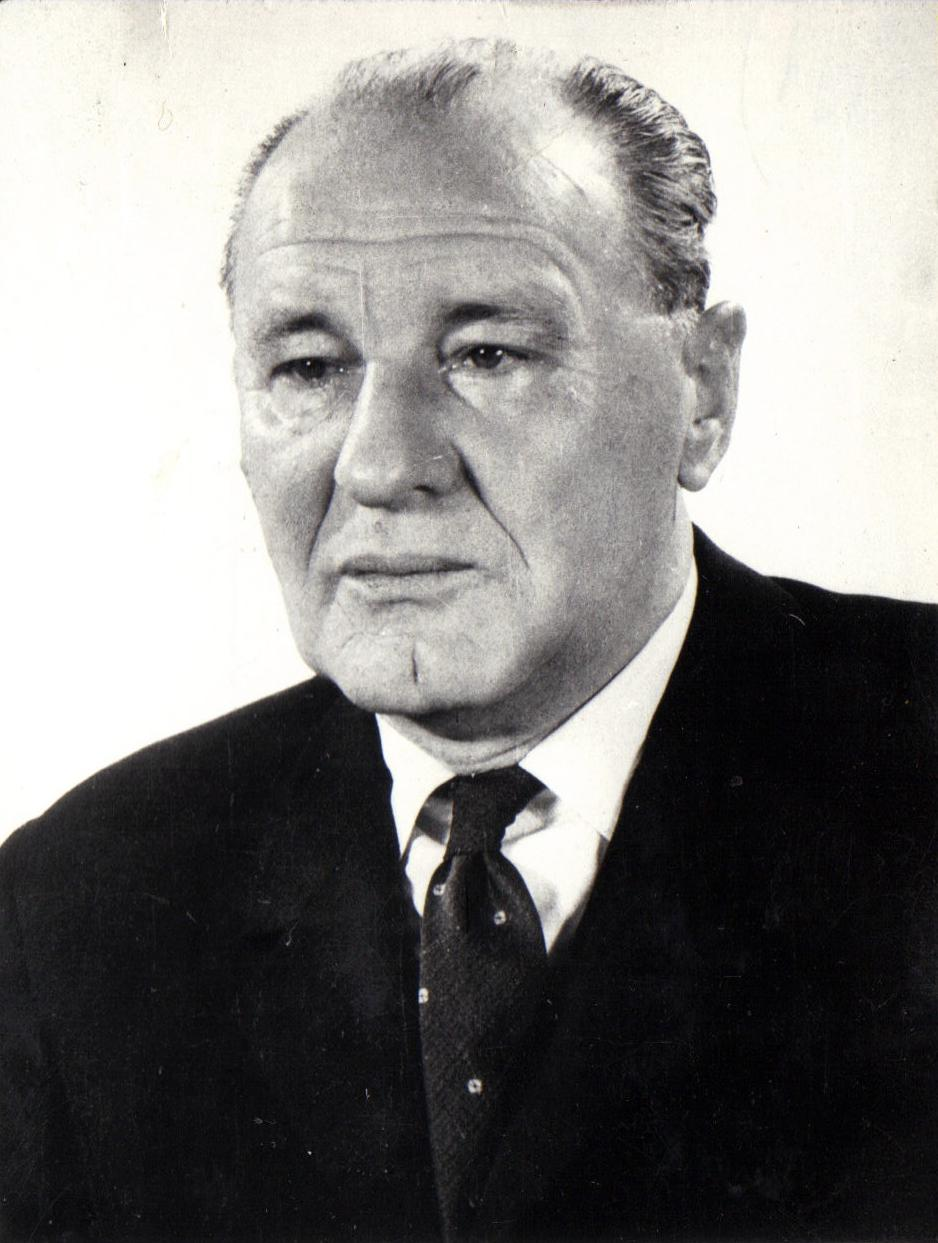
Kádár János, người đề xướng nên chủ nghĩa cộng sản Gulyás.

Chủ nghĩa cộng sản Gulyás (tiếng Hungary: gulyáskommunizmus) hay chủ nghĩa Kádár  (đặt theo tên của Chủ tịch Hội đồng Bộ trưởng Kádár János, người đề xướng chủ nghĩa này) hàm ý nói đến một đường lối xây dựng chủ nghĩa xã hội thực hành ở Cộng hòa Nhân dân Hungary từ thập niên 1960 đến khi chế độ xã hội chủ nghĩa ở Hungary sụp đổ vào năm 1989. Đường lối này bao gồm các yếu tố của nền kinh tế thị trường tự do, sự cải thiện về quyền con người và nó thể hiện một sự cải tổ lặng lẽ cũng như một số khác biệt so với những đường lối xây dựng chủ nghĩa xã hội "chân chính" thời đó (ví dụ như chủ nghĩa Stalin) mà chính phủ Hungary thực thi trong thời gian trước đây (xem thêm bài Rákosi Mátyás).
Cái tên "chủ nghĩa cộng sản Gulyás" là một phép ẩn dụ mang tính chất hài hước, bắt nguồn từ một món ăn thịnh hành của Hungary mang cùng tên gulyás (tương tự như món goulash). Vì thành phần món ăn này gồm thịt và nhiều loại rau củ khác nhau, cái tên "chủ nghĩa cộng sản Gulyás" ám chỉ đường lối xây dựng chủ nghĩa xã hội ở Hungary bao gồm nhiều yếu tố khác nhau và không phải là đường lối cứng rắn như nhiều nước xã hội chủ nghĩa đương thời. Bởi thế, chủ nghĩa này còn được gọi là Chủ nghĩa Cộng sản Goulash hay là Chủ nghĩa cộng sản 'súp thịt'.
Một số người ví von chế độ xã hội chủ nghĩa ở Cộng hòa Nhân dân Hungary thời kỳ này là "doanh trại hạnh phúc nhất trong trại lính Cộng sản" vì chế độ xã hội chủ nghĩa ở Hungary mang nhiều đặc điểm dễ chịu và thoải mái hơn cho người dân so với các nước khác trong khối Đông Âu.

## Nguồn gốc

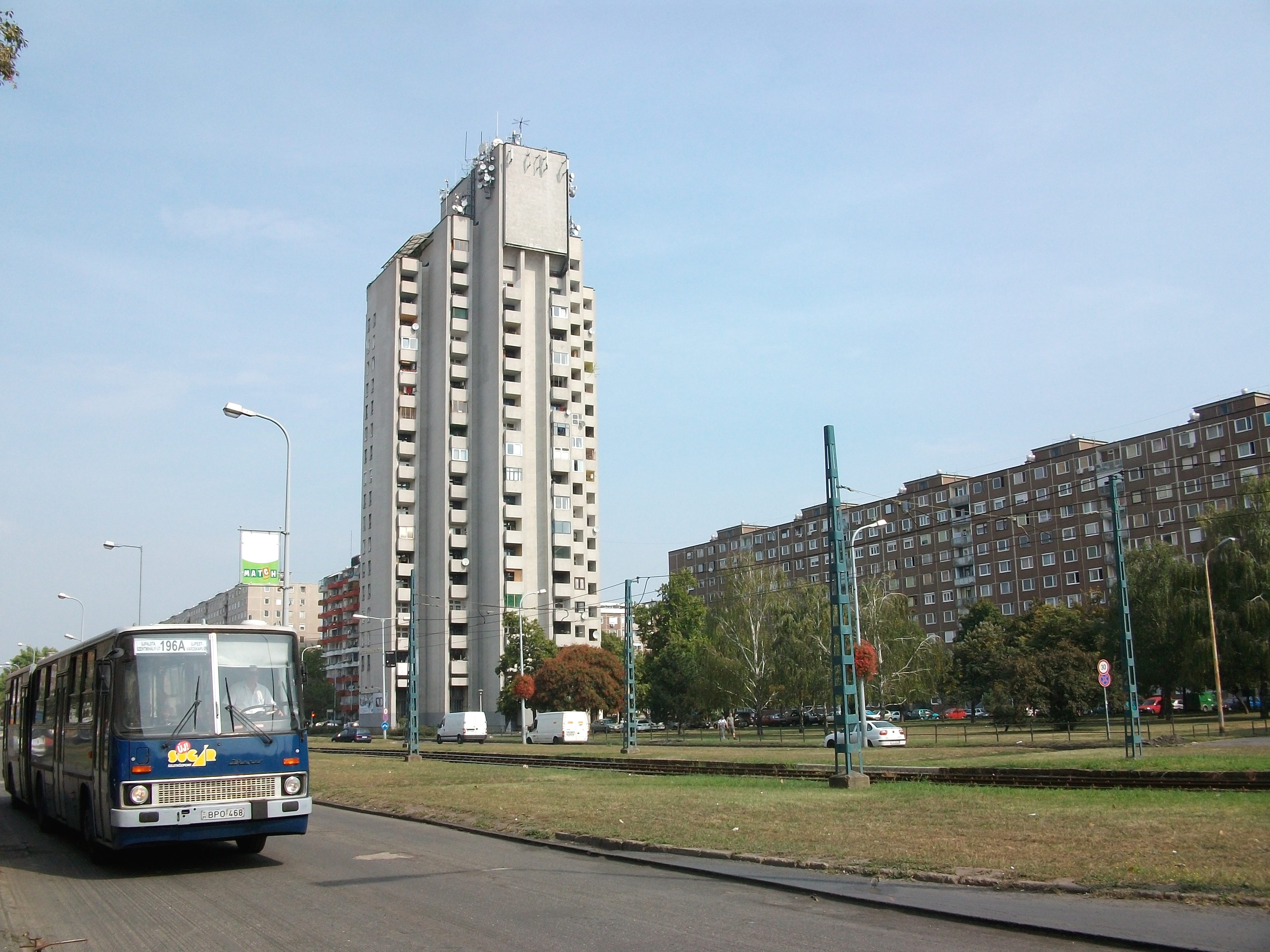
Living socialism in present-day (2009) Hungary, Ikarus Bus và panelház, Budapest-Újpalota